# Schweizer Parlamentswahlen 2003/Resultate Nationalratswahlen
Die Nationalratswahlen der 47. Legislaturperiode fanden am 19. Oktober 2003 statt. Auf dieser Seite findet sich eine Übersicht über die Resultate in den Kantonen (Parteien, Stimmen, Wähleranteil, Sitze).